# Кордовський емірат

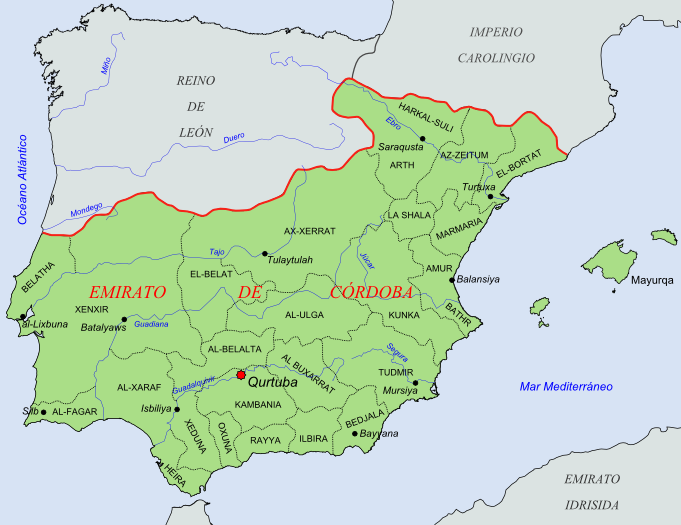
Кордовський емірат на 929 рік

37°53′ пн. ш. 4°47′ зх. д. / 37.88° пн. ш. 4.78° зх. д.
Кордовський емірат — незалежна мусульманська держава на Піренейському півострові зі столицею в Кордові між 756 та 929 роками. Після 929 року перейменована в Кордовський халіфат.
Незалежний емірат заснував 756 року Абдаррахман I. Він належав до Омеядів і після знищення 750 року Омеядського халіфату втік в Іспанію. Тут йому вдалося захопити владу в Кордові. Підпорядкування інших міст Аль-Андалусу зайняло ще 25 років.
Влада кордовського еміра над іншими містами Аль-Андалусу не була тривкою й залежала від компетенції кожного з емірів. 929 року правнук Абдаррахмана I Абдаррахман III оголосив себе халіфом, щоб зрівнятися званнями з правителями Аббасидського халіфату та шиїтського халіфа Тунісу, з яким вів війну за володіння західною Північною Африкою.

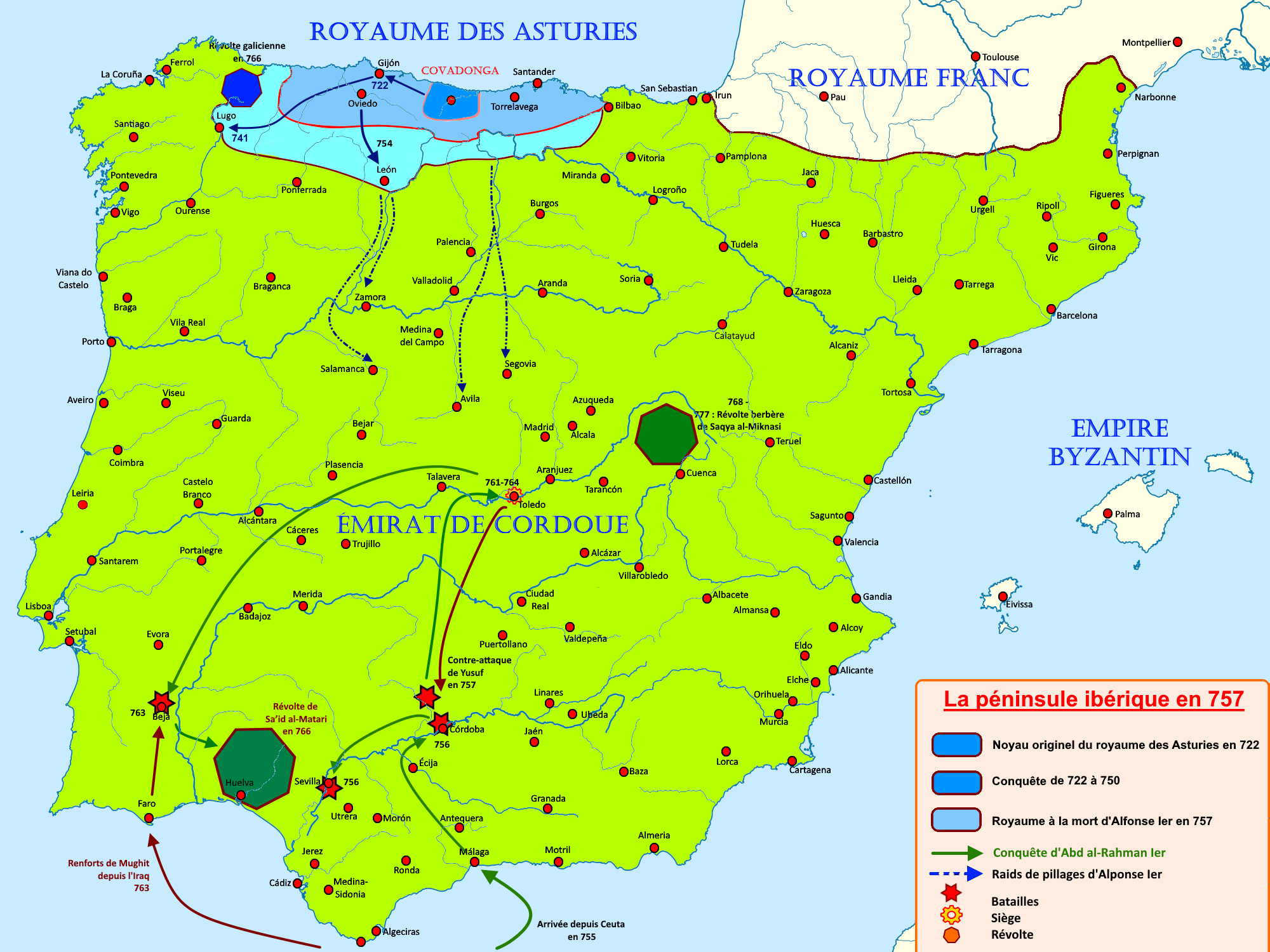
Кордовський емірат на момент свого створення, 757 рік
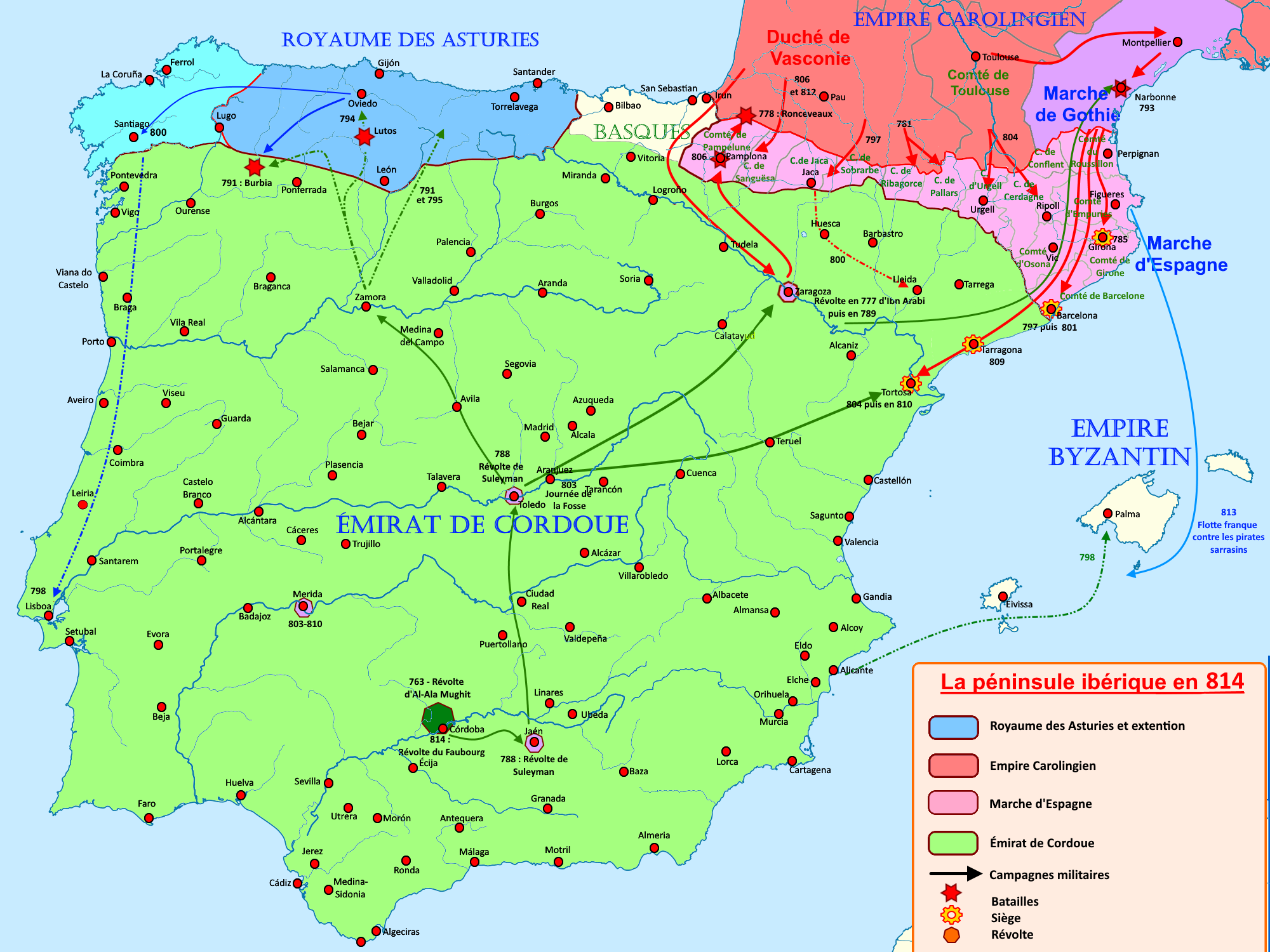
Кордовський емірат з 750 по 814 рік
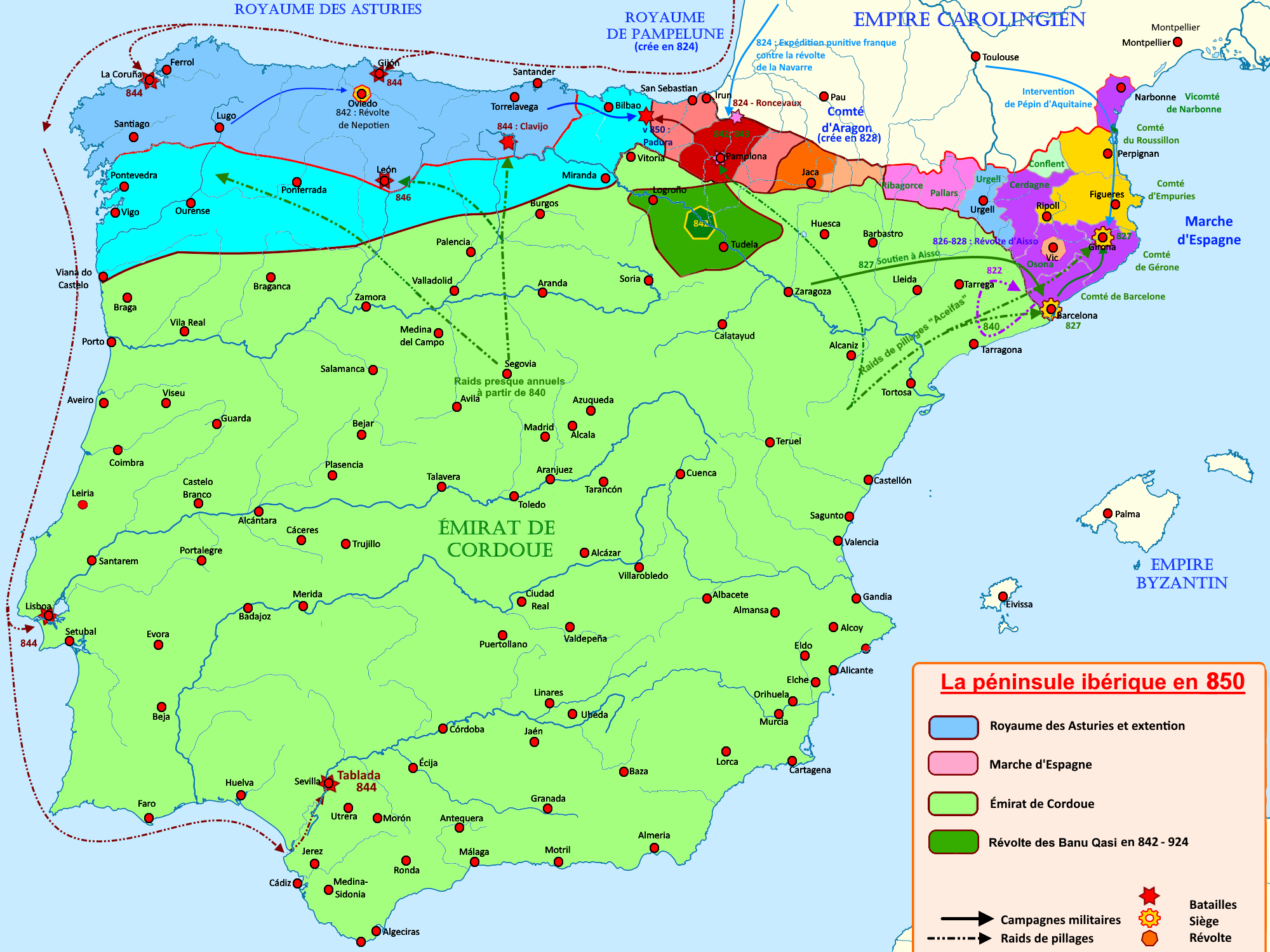
Кордовський емірат з 814 по 850 рік
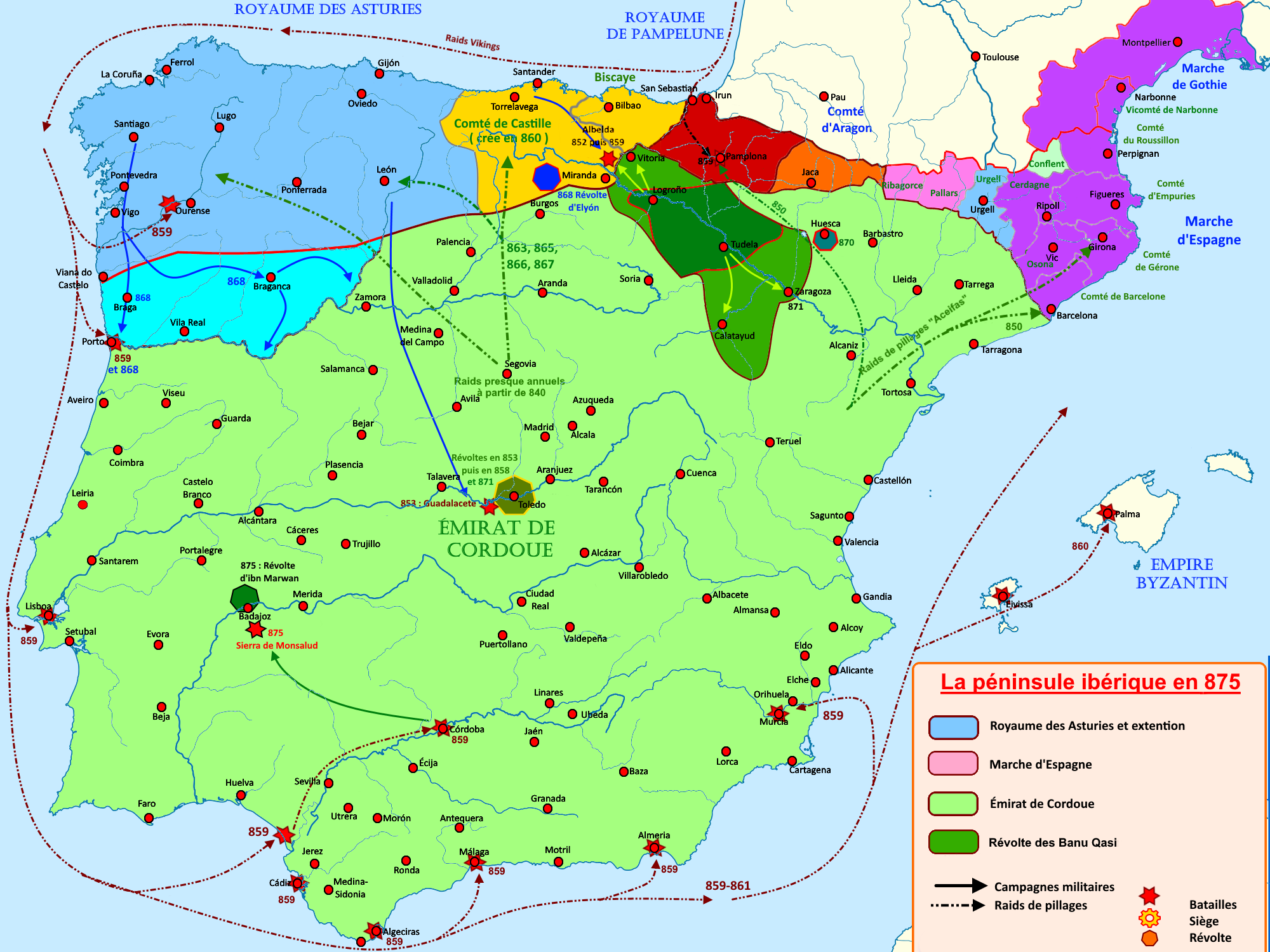
Кордовський емірат з 850 по 875 рік
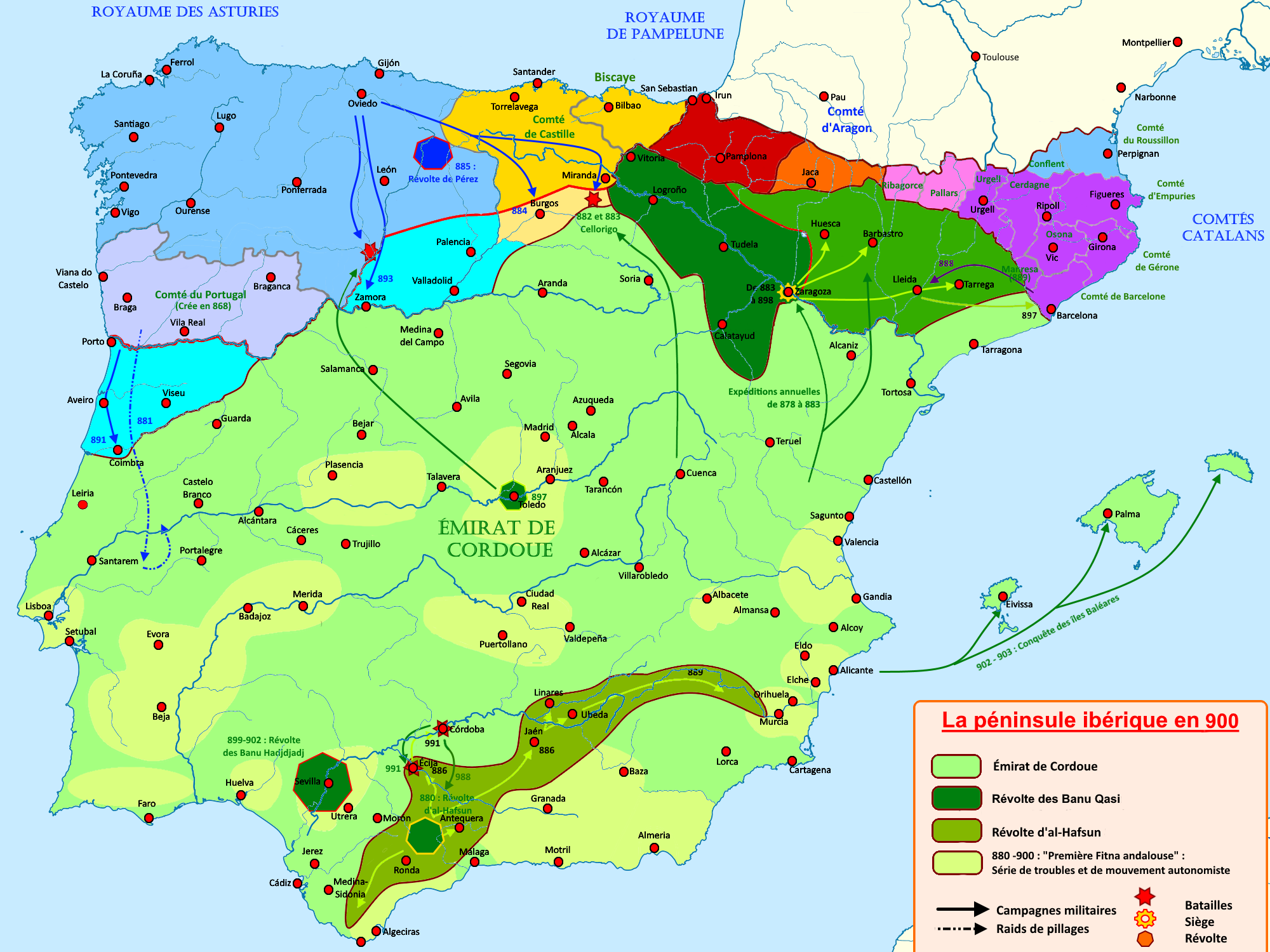
Кордовський емірат з 875 по 900 рік
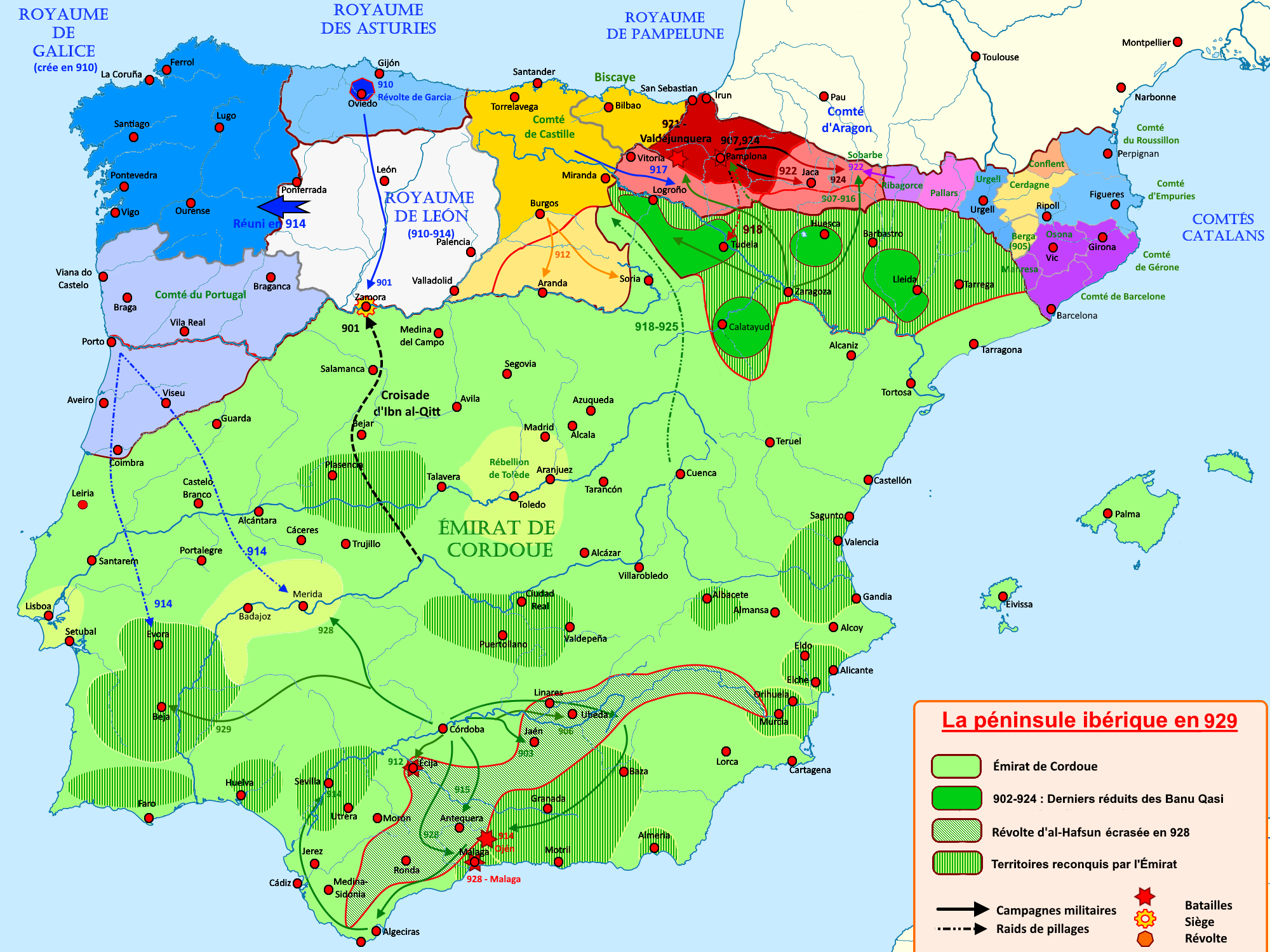
Кордовський емірат з 900 по 929 рік